# Medicina nuclear

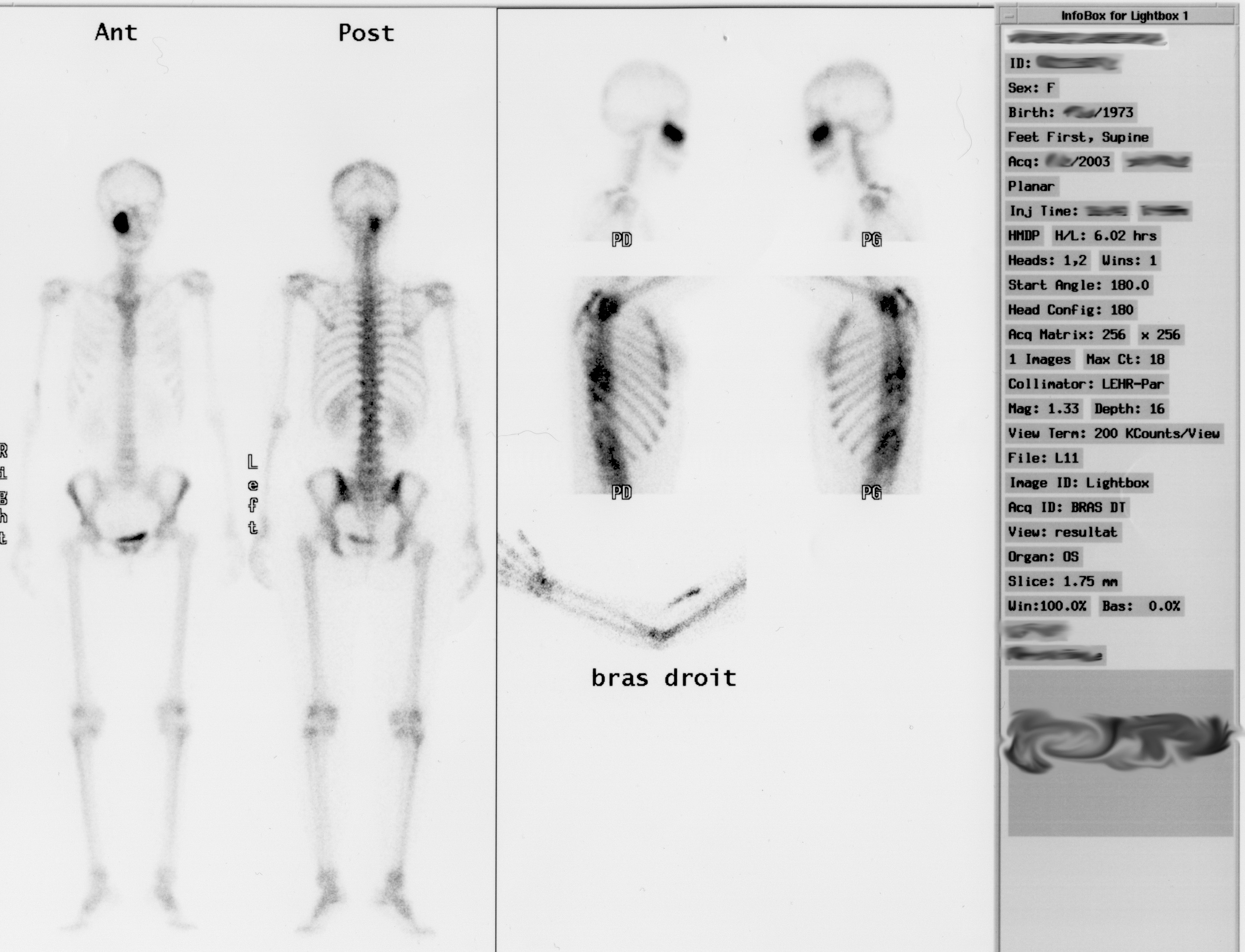
Escintigrafia d'ossos d'una dona jove, amb una lesió patològica visible sota l'òrbita de l'ull dret.

La medicina nuclear és una branca de la medicina i la imatge mèdica que utilitza les propietats nuclears en àmbits de diagnosi i teràpia. Més específicament, la medicina nuclear és una part de la imatge molecular, ja que produeix imatges que reflecteixen processos biològics que prenen lloc a nivell cel·lular i subcel·lular.

## Rerefons
Els procediments de la medicina nuclear utilitzen medicaments amb radioisòtops. En la diagnosi les substàncies radioactives són administrades al pacient i la radiació ionitzant emesa és detectada. Els tests de diagnosi impliquen la formació d'una imatge utilitzant una gammacàmera inventada per Hal O. Anger, a vegades anomenada gammacàmera d'Anger; amb les que s'obtenen imatges gammagràfiques. Altres tests de diagnosi utilitzen sondes per obtenir mesures de diferents parts del cos, o comptadors del mesurament de mostres extretes del pacient.

## Tipus d'estudis
Un estudi típic de medicina nuclear implica l'administració de radioisòtops al cos per via intravenosa en un medi líquid o forma agregada, ingestió combinada amb menjar, inhalació en forma de gas o aerosol o, rarament, injecció de radioisòtops micro encapsulats. Alguns estudis requereixen la marcació de les mateixes cèl·lules sanguínies del pacient amb radioisòtops (escintigrafia de leucòcits i escintigrafia d'eritròcits). La majoria dels radioisòtops emeten raigs gamma mentre que les propietats destructores de cèl·lules de les partícules beta són utilitzades en aplicacions mèdiques. Els radioisòtops refinats per ús en medicina nuclear són derivats de la fissió nuclear o processos de fusió en reactors nuclears, que produeixen radioisòtops de llarga duració, o ciclotrons, radioisòtops de curta duració, o s'aprofiten els processos naturals de descomposició als reactors dedicats, i.e. molibdè/tecneci o estronci/rubidi.
Els radioisòtops intravenosos més utilitzats són:
- Tecneci 99m (tecneci 99m)
- Iode 123 i 131
- Tal·li 201
- Gal·li 67
- Fluor 18 Fluorodesoxiglucosa
- Indi 111

Els gasos i aerosols amb radioisòtops més utilitzats són::
- Xenó 133
- Criptó 81m
- Tecneci 99m Technegas Arxivat 2008-07-25 a Wayback Machine.®
- Tecneci 99m DTPA